# Dècada del 1730
La dècada del 1730 comprèn el període que va des de l'1 de gener del 1730 fins al 31 de desembre del 1739.

## Esdeveniments
- Inici del Gran Despertar, moviment religiós protestant al Regne Unit i a les colònies americanes.[1]
- Comença a França el moviment artístic del Rococó.[2]
- Invenció del sextant.[3]

## Personatges destacats
- Climent XII, papa de Roma
- Jordi II d'Anglaterra, rei de la Gran Bretanya
- Felip V, rei d'Espanya
- Lluís XV, rei de França
- Xas de Pèrsia: Tahmasp II (1723-1732), Abbas III, (1732-1736) i Nadir Shah